# 三水镇
三水镇，是中华人民共和国四川省广汉市下辖的一个乡镇级行政单位。2019年12月，撤销和兴镇，将原和兴镇国防村、华严村所属行政区域划归三水镇管辖。2021年5月，将汉州街道(原新丰街道)高店社区所属行政区域划归三水镇管辖。

## 行政区划
三水镇下辖以下地区：
场镇社区、三水高店第二社区、光明村、石观村、高店村、友谊村、高原村、宝莲村、寿增村、中心村、三城村、落经村、屏风村和常乐村。